# 新猶太會堂 (特拉尼)

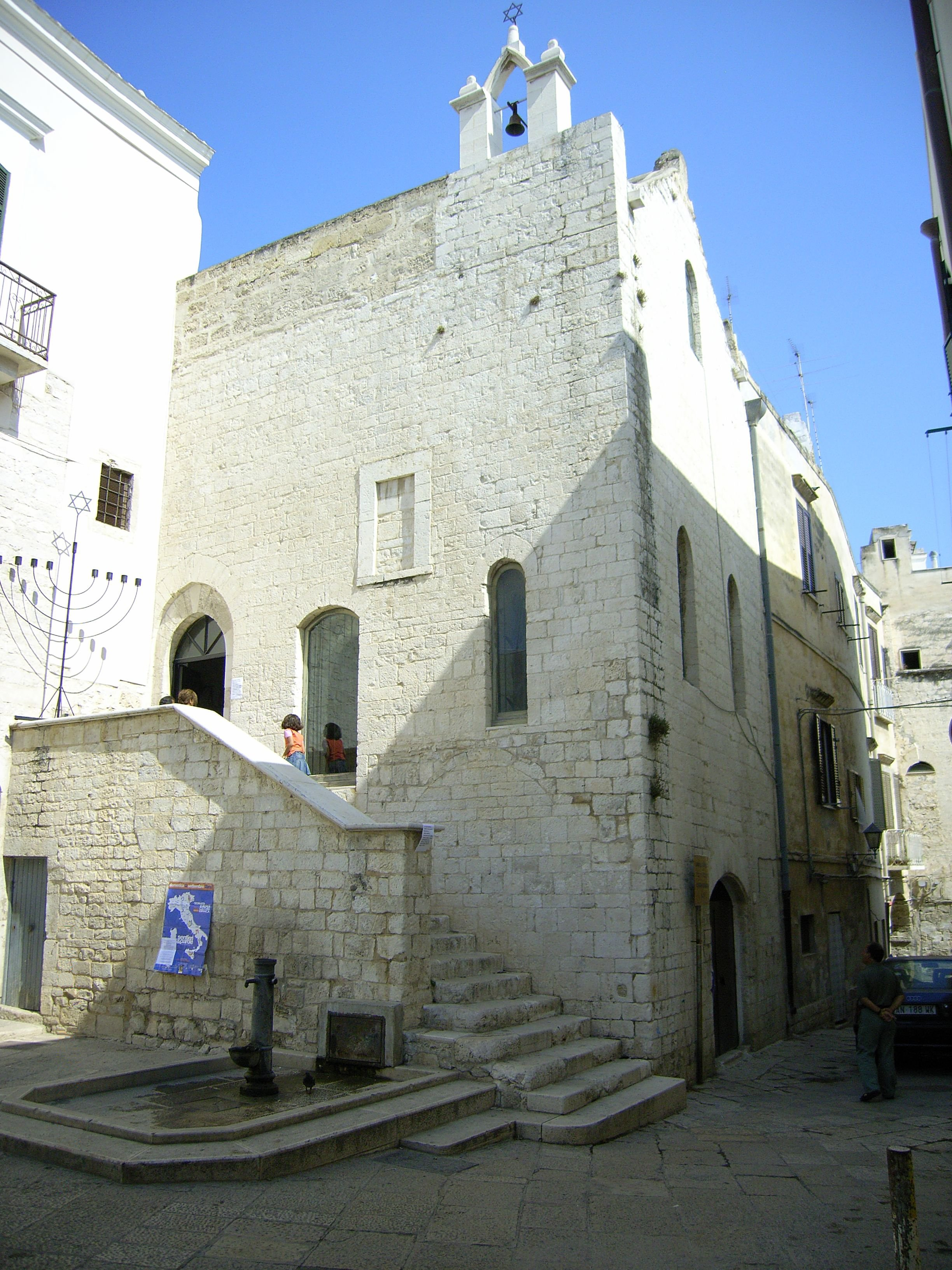

新猶太會堂（Scolanova Synagogue）是義大利城市特拉尼的一座猶太會堂，修建於13世紀。這座猶太會堂曾在約1380年時因排猶運動而被廢除，但現在已恢復最初用途。

## 外部連結
- http://www.jewishitaly.org/detail.asp?ID=254 （页面存档备份，存于）
- https://www.flickr.com/groups/synagogues/discuss/72157594418164779/ （页面存档备份，存于）
- https://web.archive.org/web/20130828181737/http://charlesborlam.com/synagogue_in_trani.htm

41°16′12″N 16°25′03″E / 41.2700°N 16.4176°E